# 天使養成法則
《天使養成法則》是日本作家淺沼廣太以及插畫師羽羽黃路所創作的輕小說。

## 概要
《天使養成法則》在集英社的Super Dash文庫出版，第一冊於2007年4月25日發行，於2008年7月25日發行完結篇，一共五冊。中文版將由青文出版社所代理發行。

## 故事簡介
神月光是一個超我行我素的高中生，有一天遇到了天使雪拉。但是雪拉對於光的反應「天使啊……也不是不存在啊」感到相當困惑。以及在同一天，惡魔伊德爾也出現在光的面前，並且向光索取他的靈魂……。

## 登場人物
注意：登場人物譯名並非正式譯名。

### 神月家
神月 光
就讀縣立港高中的二年級生。我行我素的個性讓雪拉首次登場便陷入尷尬場面。兒時因為貪玩而闖進魔界，被貝爾拉菲琪奪走一半的靈魂。所以光的靈體只有一半，另一半則經由貝爾拉菲琪轉而變成依德爾。
神月 櫻
光的母親。是個家庭主婦。一點也不介意雪拉和伊德爾入住神月家(其實是雪拉和伊德爾銷除她的記憶)。
神月 流
光的父親。是個十次有九次不在家的海上大忙人。
柴
神月家的愛犬，不知為什麼相信自己是破壞神的再世。

### 縣立港高中
小日向 千景
光隔壁班的少女，個性內向，雖然喜歡光，但最後卻被光甩了。
花形
光的同班同學。
內藤
光的同班同學，喜歡動物。

### 天界
雪拉 / 天音 瀨良
下定決心要拯救光的守護天使，同時也愛著光，卻又因為天使法則的約束時無法坦白。個性率直又不失可愛。當千景和光在一起時，她的心便一陣痛癢；當伊德爾每次要接近光，便會吃醋性的想辦法支開光和伊德爾。卻有找不到合適的理由來面對被他強制分開完後的光。對課長拉法直搖頭。亞克愛慕的對象。
亞克
戀愛天使，雪拉在幼稚園時期的青梅竹馬。稱呼雪拉為「小雪」。語調攙雜著英語以及日語，說話的語氣像ルー大柴。不擅長對付自己的母親，當別人提到母親的名字的話就會慌張張地逃跑。喜歡雪拉，雖然向她表白多次，卻每次都被打回票
拉法
在天防省工作，七大天使候補其中之一。雪拉的課長。對艾爾莉普恭敬必佳
米哈爾
與拉法同期的對手。現今已成為七大天使之一
艾爾莉普
亞克的母親，和亞克一樣是戀愛天使。
梅塔多
擁有吸收魔力轉為理力的能力，其靈體在天界和魔界最後一戰時下落不明，轉而附在光的爺爺人體上，其靈體依照傳承的法則下傳到光身上。

### 魔界
伊德爾 / 佐田 伊德爾
想要奪取光靈魂的惡魔。但因為怠惰的個性，實在令人懷疑是否能完成使命。特技是打瞌睡，連站著都可以睡著，藉由睡覺可以增加魔力。愛吃肉類，討厭蔬菜。有光一半靈魂的惡魔。
貝爾菲拉琪
魔界的七大惡魔其中之一，是魔界中偉大的惡魔。伊德爾的母親。自稱貝兒。有怠惰女王的名號，做任何事總是嫌麻煩。興趣是揭發別人的瘡痂。與七大天使中的戀愛天使的艾爾莉普認識。數年前奪走光一半的靈魂，也將其塑造成伊德爾。
卡魯瑪
服侍貝爾菲拉琪的惡魔。為了護衛伊德爾而來到人界，其中又在網路中認識亞克，但因為網路是用假名，所以並未被亞克識出。因為擁有一臉帥氣的臉蛋，所以很受女孩子的歡迎。

## 地方
天界
雪拉、拉法等人所居住的世界，和魔界敵對。
魔界
依德爾、卡魯瑪所居住的世界，也和天界敵對。
港市
光、櫻、千景所居住的凡間，其實就是人間。

## 用語
天使
雪拉、拉法等人的身份。
惡魔
依德爾、卡魯瑪等人的身份。
理力
天使所使用的超自然力，同時也是惡魔的毒劑。
魔力
惡魔所使用的超自然力，可以藉由此來中和理力。
天使規律
讓雪拉一直揮之不去的天使法則，也是讓雪拉一直無法向光坦白的重要之處。

## 已出版的書籍
1. 部分內容純屬虛構。（本編には一部ファンシーな内容が含まれております。）
2007年5月初版 ISBN 978-4-08-630351-4（日語）ISBN 978-986-209-678-9（中文）
2. 因為是懶惰蟲，所以請盡早享用。（なまけものですのでお早めにお召し上がりください。）
2007年7月初版 ISBN 978-4-08-630368-2（日語）ISBN 978-986-209-850-9（中文）
3. 之後工作人員盡全力使其毛蓬蓬了。（このあとスタッフが全力でもふもふいたしました。）
2007年10月初版 ISBN 978-4-08-630381-1（日語）ISBN 978-986-209-918-6（中文）
4. 從今天開始實用伊德爾特訓（今日から始める実用イデルトレーニング）
2008年5月初版 ISBN 978-4-08-630424-5（日語）ISBN 978-986-256-433-1（中文）
5. 純情和友情之間（純情と友情のあいだに）
2008年7月初版 ISBN 978-4-08-630437-5（日語）ISBN 978-986-256-654-1（中文）

## 外部連結
- .   [2009-02-08]. （原始内容存档于2007-05-15）. （日語）